# Gare d'Aiglun
La gare d'Aiglun est une ancienne gare ferroviaire française de la ligne de Saint-Auban à Digne, située sur le territoire de la commune d'Aiglun, dans le département des Alpes-de-Haute-Provence en région Provence-Alpes-Côte d'Azur.
Halte voyageurs de la Société nationale des chemins de fer français (SNCF), elle est fermée en 1972. La ligne est également fermée au trafic ferroviaire depuis 1991.

## Situation ferroviaire
Établie à 524 mètres d'altitude, la gare d'Aiglun est située au point kilométrique (PK) 321,333 de la ligne de Saint-Auban à Digne, entre les gares de Mallemoisson et de Champtercier.  

## Histoire
La gare est fermée le 6 mars 1972 avec la fin du trafic omnibus. La ligne est totalement fermée le 22 mai 1991.